# Сканлон, Джеймс
Джеймс Ро́берт Ска́нлон (англ. James Robert Scanlon ; родился 28 сентября 2006) — гибралтарский футболист, полузащитник молодёжной команды английского клуба «Манчестер Юнайтед» и национальной сборной Гибралтара.

## Клубная карьера
До 2021 года выступал за футбольную академию клуба «Дерби Каунти». В феврале 2021 года присоединился к футбольной академии «Манчестер Юнайтед». В июле 2023 года был переведён в команду «Манчестер Юнайтед» до 18 лет.

## Карьера в сборной
Выступал за сборные Гибралтара до 17 лет и до 21 года.
22 марта 2024 года дебютировал за главную сборную Гибралтара в матче против сборной Литвы.